# Мясо аллигаторов
Мясо аллигаторов —  мясо аллигаторов, которое используется для питания людей. Использовалось как продукт питания с давних пор и в настоящее время в современных кухнях Юга США.
Яйца аллигаторов также потребляются людьми. Мясо аллигаторов является диетическим продуктом питания, так как содержит много белков и мало жира. Имеет нежный вкус и твердую консистенцию. Мясом высшего качества является хвост рептилии, спинная часть имеет более грубое мясо.
В Соединенных Штатах на мясо выращивают аллигаторов на крокодиловых фермах. В пищу можно употреблять рептилий с 15-летнего возраста. Мясо продают в специализированных продовольственных магазинах, в продуктовых магазинах США, его можно заказать по почте. Некоторые американские компании перерабатывают и продают мясо лакомых частей забитых аллигаторов, коими являются хвосты этих рептилий.

## Состав
Аллигаторы относятся к отряду крокодилов. Крупные миссисипские аллигаторы могут вырастать до 4,5 метров в длину и иметь вес до одной тонны. Их мясо является диетическим продуктом. 100 г мяса аллигаторов содержит 144 калорий, 29 г. белка, 3 % жира и 65 миллиграмм холестерина. Оно также содержит значительное количество фосфора, калия, витамина B12, никотиновой кислоты и ненасыщенных жирных кислот. Мясо является диетическим продуктом из-за низкого содержания жира и высокого содержания белка.
Мясо аллигаторов имеет мягкий вкус и плотную консистенцию, на вкус оно напоминает куриное с легким рыбным ароматом.

## Технологии приготовления
Существуют различные способы приготовления мяса, включающие в себя маринование, жарку, отваривание, тушение, копчение, из него делают консервы. Мясо аллигаторов используется для рагу в традиционной луизиано-креольской кухне. Из него производят колбасы.
Ассорти из крокодилового мяса содержит мясо из хвоста и спины животного.
В настоящее время мясо крокодила перерабатывают в более приемлемый для употребления вид. Его смешивают в салатах с сушёными креветками, луком и арахисом. Крокодиловое мясо подается с имбирём и луком. Рёбра молодых аллигаторов маринуют, жарят и подают с лимоном, солью и перцем. Мясо можно использовать в качестве начинки для выпечки. Спинная часть рептилии имеет более грубое мясо, хорошо подходящее для барбекю.

## История
С середины 1800-х годов мясо аллигаторов используется в региональных кухнях разных районов южной части Соединенных Штатов. Из него делают такое блюдо, как рагу, добавляют в салаты и др.
С начала 1900-х годов яйца аллигаторов входили в состав блюд кухонь многих районов юга США. Люди собирали яйца и пускали их в продажу.
В США разрешена охота на аллигаторов в штатах Арканзас, Южная Каролина, Луизиана, Флорида, Джорджия и Техас. Кроме того, крокодилов выращивают на мясо в крокодиловых фермах.
Мясо аллигаторов используется в китайской кухне, в традиционной китайской медицине —  для профилактики рака.